# Misericordia et misera
Misericordia et misera (La mísera y la misericordia)  es una carta apostólica del papa Francisco datada en Roma el 20 de noviembre de 2016, en el IV año de su pontificado, con motivo de la clausura  del Jubileo extraordinario de la Misericordia. El título del documento está tomado de una frase usada por San Agustín usado en su comentario del pasaje del evangelio en el que se relata el encuentro entre Jesús y la adúltera.

## Contenido
La carta comienza con una frase usada por San Agustín usado en su comentario del pasaje del evangelio en el que se relata el encuentro entre Jesús y la adúltera. El papa muestra su deseo de que el Jubileo de la Misericordia "no puede ser un paréntesis en la vida de la Iglesia, sino que constituye su misma existencia, que manifiesta y hace tangible la verdad profunda del Evangelio. Todo se revela en la misericordia; todo se resuelve en el amor misericordioso del Padre". Bien lo muestra ese pasaje del evangelio, pues "En el centro no aparece la ley y la justicia legal, sino el amor de Dios que sabe leer el corazón de cada persona, para comprender su deseo más recóndito, y que debe tener el primado sobre todo". Ante el pecado, como mostró Jesús ante la pecadora, no cabe el juicio en abstracto, hay que atender a la persona con misericordia.

## Novedades pastorales y canónicas
La Carta apostólica contiene unas novedades que modifican algunos puntos del derecho canónico, del calendario litúrgico, y de la Pastoral de la evangelización y sacramental:
- Con el fin de que el Sacramento de la Reconciliación vuelva a encontrar su puesto central en la vida cristiana se recomienda la celebración de  las 24 horas para el Señor, una iniciativa de nueva evangelización, que podría realizarse celebrar en la proximidad del IV Domingo de Cuaresma.
- Los Misioneros de la misericordia prosiguen su servicio con las facultades reservadas a la Sede Apostólica y que han transmitidas por el Papa a algunos sacerdotes en el mundo, en esta función quedan bajo la guía del Pontificio Consejo para la Promoción de la Nueva Evangelización.
- Prolonga, hasta nueva disposición en contra, la posibilidad concedida durante el Jubileo de la Misericordia, para los fieles que asisten las iglesias oficiadas por los sacerdotes de la Fraternidad sacerdotal Santo Pio X, de recibir válidamente y lícitamente la absolución sacramental de sus pecados;
- Prolonga también, sin límite de tiempo, la facultad que concedió durante el Jubileo a todos sacerdotes para que puedan absolver el pecado de aborto hasta ahora reservado a los Obispos y a quienes tenía la delegación del propio ordinario. en este sentido aclara el papa, "quiero enfatizar con todas mis fuerzas que el aborto es un pecado grave, porque pone fin a una vida humana inocente".
- Se instaura para toda la Iglesia la Jornada mundial de los pobres, que se celebrará el XXXIII Domingo del Tiempo Ordinario[6]